# Montserrat Bordes Solanas
Montserrat Bordes Solanas (Barcelona, septiembre 1965 -Barcelona,  23 de julio de 2010, ) fue una filósofa, escritora y profesora universitaria española especializada en el campo de la filosofía analítica y, sobre todo, de la ontología analítica, además, realizó incursiones en el mundo de las falacias y de la lógica. Es conocida por ser la autora del primer libro en castellano que aborda, de forma detallada y accesible, el mundo de las falacias, tema central y único del libro.

## Biografía
Desde pequeña se interesó por el dibujo figurativo, afición que mantuvo hasta el final de sus días. Sin embargo, su pasión por la filosofía no llegaría hasta la adolescencia, momento en que comienza a leer los clásicos. Una vez llegada a su adultez, con 18 años decide llevar su interés por la filosofía al siguiente nivel, matriculándose en la Universidad de Barcelona (Barcelona). Pese a centrarse principalmente en la filosofía del lenguaje durante sus años de doctorado (que realizaría en la misma universidad), su reflexión se dirigió hacia la ontología analítica, de la que tuvo noticia a través de la consulta fortuita de artículos de David Armstrong, Keith Campbell y, sobre todo, David Lewis, a quien admiraba por su estilo honesto y preciso.
En su tesis doctoral (Identidad, persistencia e indiscernibilidad) analizó los conceptos de identidad sincrónica, la noción de constitución y la de identidad diacrónica o persistencia temporal. Más tarde, esta serviría de precedente para la redacción de Just the Arguments: 100 of the Most Important Arguments in Western Philosophy, de Michael Bruce y Steven Barbone, que sería una de las grandes obras de referencia internacional de la actual filosofía.
Ya terminados sus estudios, redactó distintos artículos, en los que abordaría numerosos temas, desde la estética (Partituras, lienzos, palabras: sobre la asimetría de las artes) hasta el paso del tiempo (Consideraciones procesualistas: en defensa de las partes temporales). Más tarde y debido a sus investigaciones en el campo de la bioética, pasaría a ser profesora de esta asignatura troncal en la carrera de Biología en la misma universidad.
Además de todo lo anterior, también fue miembro de numerosas instituciones: miembro del Comitè d'Ètica de la Investigació Clínica del IMIM, además del International Association of Bioethics y de la European Society for Analytical Pilosophy; formó parte del grupo de expertos en bioética del Global Ethics Observatory de la UNESCO; Fue investigadora principal en un proyecto patrocinado por el Ministerio de Educación y Ciencia sobre ensayos clínicos en humanos.

## Obra destacada

### El terrorismo, una lectura analítica
El terrorismo, una lectura analítica.  La crueldad premeditada con la que la banda terrorista ETA perpetró el asesinato de Miguel Ángel Blanco sobresalto el ritmo de razonamiento habitual de la autora, lo que la llevó a redactar dos obras hermanas, El terrorismo, una lectura analítica y Terrorismo y acción normativa, publicadas en 2000 y 1999, respectivamente. En estas utiliza con madurez y sabiduría los instrumentos conceptuales y metodológicos propios de la filosofía analítica aplicados a un tema de interés general. Fue justamente a raíz de este suceso es que percibió con claridad la relevancia de la filosofía de la identidad personal en ética y que se convenció definitivamente de que la filosofía analítica podía y debía contribuir de algún modo a deshacer malentendiditos conceptuales que pudieran ayudar en el camino de una paz justa.

### Las trampas de circe
Las trampas de circe, está dedicada a su padre y se trata de su magnum opus. Constituye una de las primeras, si no la primera obra de este estilo e intención en castellano. Se trata, por otro lado, de una publicación póstuma. Montserrat Bordes, siendo profesora de Filosofía de la Ciencia y de Bioética en la Universidad Pompeu Fabra, falleció prematuramente, a sus 44 años de edad, el 23 de julio de 2010. Ha sido su compañero, el escritor colombiano Zamir Bechara, quien ha tenido que encargarse dela “redacción y ensamblaje” del libro. Además de la ayuda de Zamir, la obra cuenta con la colaboración de un distintos grupos de estudiantes voluntarios, quienes, de forma voluntaria, contribuyeron a la creación del libro.
La autora explica la razón de que el libro se titule así de la siguiente manera:

Según el canto X de la Odisea, Circe era una maga, señora de Eea (Aiaíe), una de las islas que se cruzaron en el regreso de Ulises cuando volvía de la guerra de Troya a casa. Circe tenía el poder de convertir a los humanos visitantes de su isla en dóciles y serviles animales irracionales gracias a una pócima que les servía en el banquete de bienvenida. Son pócimas parecidas las falacias que hoy en día nos nublan la razón y nos domestican a través de los usos y abusos sesgados e interesados, manipuladores, del discurso común.

#### Sinopsis
Este libro estudia cuestiones pertenecientes al campo de la lógica aplicada, concretamente de teoría de la argumentación informal. Abarca el análisis de los principales tipos de errores por incompetencia argumentativa a partir de un enfoque normativo actualizado y con una propuesta de taxonomía de falacias lógicas informales basada en los criterios básicos de buena argumentación. Se identifican, describen y ejemplifican, con textos de varios niveles de dificultad, las falacias más habituales (entre ellas, las falacias "ad hominem, ad populum, petitio principii", por inducción precipitada, falsa analogía, falso dilema) presentes en diferentes interacciones lingüísticas interpersonales (documentos políticos, periodísticos, pseudocientíficos, filosóficos) formuladas en lenguajes naturales. A lo largo del libro, los principales epígrafes se ilustran con textos extraídos del "Quijote" y de obras de Lewis Carroll. En los capítulos iniciales se abordan asuntos previos recomendables para la buena comprensión de los capítulos de desarrollo de falacias específicas, a saber, la relación entre lógica y retórica, los distintos tipos de argumentos, la relación entre razonar y argumentar, el lugar de las emociones en la argumentación falaz y las distintas teorías y definiciones de falacia, así como los errores conceptuales más comunes asociados con el término o el vínculo entre falacias y paradojas. Se reservan dos capítulos finales, uno sobre falacias bioéticas contemporáneas, y otro con una propuesta de "Código de Buenas Prácticas Argumentativas", fundamentado en los criterios a partir de los que se elabora la taxonomía de falacias del libro.